# Джани (буква)
Джани (ჯ, груз. ჯანი) — тридцать вторая буква современного грузинского алфавита и тридцать шестая буква классического грузинского алфавита.

## Теории происхождения
Грузинский лингвист и историк Елена Мачавариани считает, что замыкающая грузинский алфавит буква джани Ⴟ изображает монограмму Христа, составленную из букв кхани Ⴕ (ქ) и ини Ⴈ (ი), от იესო ქრისტე — Иисус Христос.

## Использование
В грузинском языке обозначает звук [d͡ʒ]. Числовое значение в изопсефии — 8000 (восемь тысяч).
Также используется в грузинском варианте лазского алфавита, используемом в Грузии. В латинице, используемой в Турции, ей соответствует c.
Ранее использовалась в абхазском (1937—1954) и осетинском (1938—1954) алфавитах на основе грузинского письма, после их перевода на кириллицу в абхазском была заменена на џь, а в осетинском — на дж.
В системах романизации грузинского письма передаётся как ǰ (ISO 9984), j (BGN/PCGN
1981, национальная система, BGN/PCGN 2009, ALA-LC). В грузинском шрифте Брайля букве соответствует символ ⠪ (U+282A).

## Написание
| Асомтаврули | Нусхури | Мхедрули |
| ----------- | ------- | -------- |
|             |         |          |

## Кодировка
Джани асомтаврули и джани мхедрули включены в стандарт Юникод начиная с самой первой его версии (1.0.0) в блоке «Грузинское письмо» (англ. Georgian) под шестнадцатеричными кодами U+10BF и U+10EF соответственно.
Джани нусхури была добавлена в Юникод в версии 4.1 в блок «Дополнение к грузинскому письму» (англ. Georgian Supplement) под шестнадцатеричным кодом U+2D1F; до этого она была унифицирована с джани мхедрули.
Джани мтаврули была включена в Юникод в версии 11.0 в блок «Расширенное грузинское письмо» (англ. Georgian Extended) под шестнадцатеричным кодом U+1CAF.